# Velika Buna
Velika Buna is een plaats in de gemeente Velika Gorica in de Kroatische provincie Zagreb. De plaats telt 686 inwoners (2001).